# Grant Irwyn
Grant Irwyn (né le 22 août 1984) est un coureur cycliste australien.

## Palmarès sur route
- 2005
  - 4e étape du Tour of the Murray River
- 2007
  - 2eb étape du Tour de Perth
  - 8e étape du Tour of Gippsland
  - 3e, 4e et 6e étape du Tour of the Murray River
  - 11e étape du Tour de Tasmanie
  - 2e du Tour of the Murray River

## Palmarès sur piste

### Championnats d'Australie
- Champion d'Australie du scratch espoirs : 2006